# Escepticismo ecológico
Escepticismo ecológico (o escepticismo ambiental) es un término general que describe aquellos que argumentan que las demandas particulares presentadas por los ecologistas y las ciencias ambientales que apoyan a los primeros son falsas o exageradas, el término incluye aquellos que son críticos del ambientalismo en general. Los escépticos ambientales han argumentado que el grado de daño causado por las actividades humanas es menos cierto de lo que afirman algunos científicos y organismos científicos, o que es demasiado pronto para introducir recortes en estas actividades sobre la base de la evidencia existente, o que se necesita más discusión acerca de quién debe pagar por este tipo de iniciativas ambientales. Uno de los temas centrales en el movimiento de los escépticos del ambientalismo es la idea de que el ecologismo es una creciente amenaza para el progreso social y económico y para las libertades civiles. El escepticismo ecológico está estrechamente relacionado con el antiambientalismo y la negación del cambio climático.
La popularidad del término se ha fortalecido con el libro de Bjørn Lomborg, El ecologista escéptico. Lomborg analizó los reclamos ambientales desde un punto de vista estadístico y económico, y concluyó que a menudo las afirmaciones hechas por los ambientalistas fueron exageradas. Lomborg argumenta, sobre la base del análisis de costo-beneficio, que pocos reclamos ambientalistas merecen una preocupación seria. Sin embargo, en 2010, Lomborg cambió su posición y ahora está de acuerdo con "decenas de miles de millones de dólares al año para ser invertidos en la lucha contra el cambio climático" y declaró que el calentamiento global es "sin duda una de las principales preocupaciones que enfrenta el mundo hoy se enfrenta a muchos problemas que la humanidad entera debe enfrentar", sumarizó su punto de vista diciendo que a pesar de ser un asunto importante no es necesaria la exageración de que el mundo se va a acabar.

## Historia
El anti-ambientalismo es una contrarrevolución a los movimientos ambientalmente conscientes de finales del siglo XX y principios del XXI.
En respuesta a la rápida movilización de la sociedad hacia un estándar de operaciones más ecológico, el anti-ambientalismo sirvió como una herramienta para aflojar el control de la regulación gubernamental. Las empresas y los gobiernos desarrollaron el anti-ambientalismo para contrarrestar la creciente preocupación mundial por el medio ambiente. Los últimos años de la década de 1960 y principios de la de 1970 ejemplificaron la conciencia pública sobre la conservación de la tierra y el mar. Con esta nueva preocupación pública, las grandes empresas perdieron la confianza del público en general y fueron vistas como instituciones perjudiciales para el medio ambiente. Esto finalmente resultó en la creación de legislaciones y contratos basados en estos temas ambientales.

### Canadá
La preocupación por los impactos de la actividad humana en el medio ambiente en Canadá comenzó en la década de 1960 con la preocupación por la contaminación. A lo largo de la década de 1960, se puso más énfasis en la conservación de la naturaleza, ya que el entorno natural comenzó a verse no solo como escénico, sino también importante para la supervivencia humana. La preocupación pública por el medio ambiente se convirtió en acción con el desarrollo de grupos activistas como Greenpeace. Esta preocupación se reflejó más tarde en las decisiones tomadas por el gobierno canadiense, como se vio cuando Canadá ratificó el Protocolo de Kioto en 2002 bajo el liderazgo de Jean Chrétien del Partido Liberal de Canadá. Los críticos de los movimientos ambientales describieron a Greenpeace como un grupo radical, mostrando un acto de "extremismo doméstico".

### China
Durante el período maoísta en China (1949-1976), el maoísmo fue una teoría política popular que guio al comunismo en China y creyó en el uso y destrucción de la naturaleza para el crecimiento económico e industrial. El maoísmo enfatizó la importancia del crecimiento industrial y vio la destrucción del medio ambiente, como la extracción de recursos, como algo esencial para el beneficio del pueblo chino y la economía. Finalmente, con la creciente economía industrial de China, China comenzó a ser un gran productor de emisiones de carbón a nivel mundial, por lo tanto, China comenzó a tomar medidas ambientales en 1990 y finalmente promulgó la Implementación de una Ley de Energía Renovable en 2005. El gobierno chino, que alguna vez creyó en la extracción de recursos naturales como método de industrialización, ha hecho la transición a Implementar políticas para reducir los efectos de las emisiones de carbono. China también cree que debe excluir a las empresas del ambientalismo porque la mayoría se opone a cualquier acción ambiental. 

### México
Desde la década de 1980, México experimentó una deforestación desenfrenada para crear espacio para los pastos. Los bosques tropicales cubrían el 50% del estado de Tabasco en 1940, que luego se redujo al 10% a fines de la década de 1980. El resultado de esto ha sido la erosión masiva del suelo en todo el país. Para 1985, el 17% de la tierra de México se clasificó como totalmente erosionada, mientras que casi el 50% de la tierra se clasificó como experimentando una erosión acelerada o signos de erosión inminente. El litoral de México experimenta otros problemas, como la explotación petrolera sobre la que pesan regulaciones más relajadas. En 1992, esto resultó en una fuga de 1,000 barriles de gasolina en los sistemas de alcantarillado municipal en Guadalajara, donde los gases y químicos produjeron una explosión que mató a casi 200 personas.  Luego de este evento, en 1994, el presidente Bill Clinton emitió órdenes ejecutivas exigiendo que el Acuerdo de Cooperación Ambiental de América del Norte y el Acuerdo entre el Gobierno de los Estados Unidos de América y el Gobierno de los Estados Unidos Mexicanos sobre el Establecimiento de una Cooperación Ambiental Fronteriza Comisión se haga cumplir para que se alinee con la política ambiental estadounidense.
Un estudio realizado a mediados de la década de 1980 en doce áreas urbanas de todo el mundo concluyó que los residentes de Ciudad de México tenían los niveles más altos de cadmio en la sangre. La concentración de contaminantes fue impactando los ecosistemas circundantes, así como a los residentes en el área. Estos impactos incluyeron defectos de nacimiento y altos niveles de enfermedades gastrointestinales. También en la década de 1980, el gobierno mexicano implementó varias políticas anticontaminación en la Ciudad de México. Estas políticas incluyeron inspecciones de emisiones de vehículos, introducción de gasolina sin plomo y la instalación de convertidores en vehículos para ayudar a reducir la contaminación creada por autobuses y camiones. Otro estudio en México determinó que cada año se liberaban a la atmósfera cinco millones de toneladas de contaminantes; diez veces más que en la década anterior. Se descubrió que los vehículos y las plantas industriales eran los principales contribuyentes de contaminantes a la atmósfera. Además, la materia se transporta por el aire en México durante los meses de invierno, lo que provoca que los residentes sean diagnosticados con una variedad de enfermedades respiratorias.

### Estados Unidos
Durante su tiempo como presidente de los Estados Unidos, Bill Clinton avanzó hacia el ambientalismo y la sostenibilidad. A lo largo de la década de 1990, Clinton firmó varias órdenes ejecutivas comprometiéndose con la preservación de muchas facetas del medio ambiente, incluidos los animales, los bosques y los humedales.  En 1993, Clinton y Gore organizaron la Conferencia Forestal, que se consideró el comienzo del desarrollo de una política integral a largo plazo en la que se apoyaría a los trabajadores, las empresas y las comunidades que dependen de la venta de madera. Ese mismo año, Clinton emitió órdenes ejecutivas para que las agencias federales aumentaran el uso de vehículos de combustible alternativo y redujeran el uso de materiales que agotan el ozono. Además, Clinton encabezó un movimiento de justicia ambiental, asegurando que los ciudadanos de bajos ingresos y las minorías no sientan desproporcionadamente los impactos de la contaminación industrial, y minimizando los peligros asociados con la construcción de oleoductos.
El sucesor de Clinton, el presidente George W. Bush declaró en su plataforma de campaña que "se aseguraría de que el gobierno federal, que es el mayor contaminador del país, cumpla con todas las leyes ambientales" y que Estados Unidos incluso superaría el estándar establecido. Aunque una vez elegido, Bush se alejó de lo que había prometido durante su campaña y, en cambio, revocó las iniciativas de la administración Clinton sobre agua potable y abogó por la exploración de petróleo en regiones protegidas. La administración de Bush a También avanzó en la retirada de su apoyo al Protocolo de Kioto, un acuerdo mundial sobre el calentamiento global creado en 1997. Bush declaró que trabajaría con aliados de Estados Unidos para reducir los gases de efecto invernadero, pero que no llevar a cabo un plan que dañaría la economía y perjudicaría a los trabajadores estadounidenses.

## Perspectivas políticas
Algunos políticos critican la política medioambiental por su impacto en las empresas. Algunos grupos conservadores y neoliberales quieren desarrollar y mantener la industria y el capitalismo a través de la disminución de la política ambiental. Los políticos anti-ambientalistas buscan reducir la regulación gubernamental porque las empresas a menudo son criticadas por los ambientalistas por tener impactos negativos en el medio ambiente, por lo que ven la política ambiental como un control gubernamental de las empresas. Algunos argumentos comunes son que el crecimiento económico justifica el daño ambiental y que la política ambiental podría disminuir el empleo.

### Canadá
- Partido Conservador: En los últimos años, los partidos políticos conservadores en América del Norte han apoyado una agenda anti-medioambiental. En Canadá, uno de los principales propietarios de esta agenda ha sido Stephen Harper, el ex primer ministro de Canadá.[11] Cuando el partido conservador publicó su presupuesto 2012-2013, era evidente que tenían intenciones de acelerar el desarrollo por preocupaciones ambientales.  Proyecto de Ley C-38 cambió la evaluación ambiental para los principales proyectos industriales,[12] y se deshizo de las leyes de protección ambiental de Canadá.[13]  El partido también cambió la ley de pesca para limitar su protección a los peces. El partido conservador trabajó contra los grupos ambientalistas, percibiéndolos como impulsados ideológicamente. El ministro de recursos naturales en ese momento, Joe Oliver, afirmó que los ambientalistas son "radicales que socavan la economía canadiense". El gobierno de Harper hizo muchos recortes presupuestarios a programas e iniciativas ambientales, incluido el recorte de $ 547,000 en fondos de la Red Ambiental Canadiense, $ 53.8 millones de Medio Ambiente de Canadá y $ 29.2 millones de parques de Canadá.[12] Se recortaron $ 12,5 millones de la aplicación de la "Ley de Especies en Riesgo".[13]
  -  'Stephen Harper:'  Stephen Harper criticó la política ambiental anterior de Canadá por tener fuertes restricciones a la industria, mientras Harper buscaba industrializarse. Quería asegurarse de que las industrias pudieran tener un mejor acceso a los recursos naturales con el objetivo de aumentar la economía de Canadá. En mayo de 2011, Harper y el Partido Conservador de Canadá ganaron las elecciones federales canadienses con un gobierno mayoritario, lo que les permitió realizar cambios significativos en la política medioambiental de Canadá. En mayo de 2012 se aprobó un proyecto de ley titulado "Ley de empleo, crecimiento y prosperidad a largo plazo".[14] El gobierno de Harper se centró en un mayor crecimiento económico, como la industria petrolera en Alberta. El norte de Alberta tiene petróleo en sus arenas bituminosas y los ambientalistas consideraron su extracción como una destrucción del medio ambiente y una fuente de  Emisiones de gases de efecto invernadero. El gobierno de Harper se centró en expandir la economía por encima de los intereses de los ambientalistas.[15]  Además, los grupos ecologistas también fueron considerados "extremistas" por el Gobierno de Harper y los incluyó en la estrategia antiterrorista como una amenaza para la seguridad nacional.[14]

## Grandes conflictos

### Arenas petrolíferas de Alberta en Canadá
Las arenas petrolíferas de Alberta también han sido un punto de discordia entre ambientalistas y anti-ambientalistas. Los anti-ambientalistas sostienen que las arenas petrolíferas han mejorado las relaciones de Canadá con los Estados Unidos, ya que Canadá es su principal proveedor extranjero de petróleo.
Además, las arenas petrolíferas han aportado una fuente segura de energía a Canadá, así como enormes beneficios económicos para Alberta.  Existen algunos esfuerzos ambientales para mitigar los efectos que la minería involucrada en la operación de la mina de arenas bituminosas tiene sobre las especies animales, aunque los grupos ambientalistas no están satisfechos. Los grupos ambientalistas como Greenpeace están preocupados por los impactos ambientales, sociales y de salud de la extracción de arenas petrolíferas, particularmente en las comunidades de las Primeras Naciones en Alberta.

### Standing Rock en los Estados Unidos
La fuente de este conflicto es que el 25 de enero de 2016, Dakota Access anunció que recibió la aprobación del permiso para seguir adelante con la construcción de un oleoducto de crudo en cuatro estados que transportaría 470.000 barriles de petróleo por día desde Dakota del Norte a Illinois.  Los anti-ambientalistas defendieron la construcción del Oleoducto ya que crearía miles de empleos, haría que Estados Unidos fuera más independiente en términos de energía y crearía un método más rentable para transportar petróleo a los principales mercados de refinación. La tribu Standing Rock Sioux se opuso a esto, ya que la tubería atravesaría sus comunidades, contaminando su tierra sagrada y contaminando su suministro de agua.  Lo que siguió en los siguientes diez meses fue una respuesta de las comunidades Sioux, manifestantes y grupos ambientalistas en forma de protestas pacíficas en las que las fuerzas del orden locales realizaron más de 400 arrestos. 26 grupos ambientalistas respondieron al evento con una carta abierta condenando las acciones de los bancos norteamericanos que ayudaron a financiar el oleoducto y los alentaron a detener cualquier pago futuro que contribuya al mismo.
Movilización anti-minera en Perú
A principios de la década de 1990, hubo un aumento en las operaciones de minería e hidrocarburos a gran escala en Perú. Este desarrollo creó disputas dentro de las comunidades rurales. La principal causa del conflicto fue la lucha por la tierra y los recursos naturales. Los individuos tendían a participar en operaciones ilegales que a menudo causaban consecuencias ambientales. En mayo de 2009, Defensoría del Pueblo de la Defensoría del Pueblo realizó una publicación en la que destacó 268 conflictos sociales en el Perú. En junio del mismo año, una protesta contra la concesión del gobierno de García sobre los derechos de exploración de petróleo en tierras indígenas generó un conflicto que costó la vida a 24 policías y 10 civiles. En abril de 2010, Madre de Dios, el departamento de la Amazonía, fue testigo de una protesta que resultó en la muerte de seis mineros de oro informales. En el mismo mes, ocurrió un conflicto que involucró a aproximadamente 6,000 protectores informales y 1,000 policías en el departamento sureño de Aregupa. Aproximadamente 1.000 manifestantes murieron. Un informe posterior publicado por la Defensoría del Pueblo en junio de 2010 registró 250 conflictos. De estos, 18 se estaban desarrollando en el departamento de la sierra norte de Cajamarea y otros 13 se referían a la extracción de minerales.
Resistencia a la planta de energía de carbón en Kenia
En junio de 2018, los manifestantes kenianos marcharon por las calles para exigir a su presidente Uhuru Kenyatta que detuviera el proceso de construcción de una central eléctrica de carbón en su país. Los funcionarios afirman que la planta de energía satisfará la creciente demanda de energía eléctrica de Kenia. Uno de los organizadores de la protesta, Khalid Hussein, del grupo nacional de derechos humanos, hizo una declaración de que el carbón es veneno tanto para las personas como para el medio ambiente y los ciudadanos exigen que no se instale la planta. La planta de energía de carbón está siendo construida por una empresa china, China Power Global. Los críticos creen que este proyecto contaminará el medio ambiente y dañará el ecosistema marino. Esto puede extenderse a conflictos debido a la migración inducida por el cambio climático. En 2007, Christian Aid Charity advirtió que hacia fines del siglo XXI, 184 millones de africanos podrían morir solo a causa del cambio climático, y que aproximadamente mil millones se verán obligados a abandonar sus hogares a medida que empeoren los efectos del cambio climático.
La República Checa y el proyecto de circunvalación de la autopista
En 1991,  Plzen República Checa experimentó una inmensa contaminación del aire que los ciudadanos sintieron que era la fuente de sus problemas de salud. Entonces, el gobierno decidió que necesitaban construir una nueva carretera para que el tráfico ya no pudiera generar contaminación en la ciudad. Se crearon dos planes diferentes, uno siendo la variante K que coloca la carretera al sur de la ciudad, y la variante S que atravesaría terrenos protegidos y tendría impactos negativos en las áreas rurales en contraposición a la ciudad. Este evento inició movimientos ambientales en la República Checa que protestaron contra la variante S. En años anteriores, Checoslovaquia se había centrado en el modelo soviético de expansión industrial que carecía de regulación ambiental. Esto tuvo efectos sobre el medio ambiente, como el carbón de baja calidad utilizado en las casas y las industrias, así como la gasolina con plomo utilizada en los automóviles. En la década de 1980, los activistas ambientales protestaron por la falta de regulación ambiental por parte del gobierno. Las campañas políticas a partir de entonces se volvieron cada vez más anti-medioambientales a través de los medios de comunicación y la cobertura de los periódicos. La cobertura de los medios compartió declaraciones como "Los ambientalistas creen que los insectos son más importantes que las personas" y "Cuidado con los ambientalistas, son extremistas". Estas declaraciones crearon temor a las causas ambientales en la población.

## Relaciones globales
Desde principios de la década de 1990, cuestiones clave en todo el mundo con respecto a cómo las naciones deberían abordar el concepto de cambio climático han creado varias tensiones. Como resultado, de estas tensiones, las relaciones globales (específicamente entre naciones desarrolladas y en desarrollo) han disminuido en calidad. Por ejemplo, las conferencias de Kioto y Copenhague a finales de la década de 2000 plantearon cuestiones relacionadas con el uso de la energía nuclear en Japón y la radiación nuclear detectada en las costas de otros países del Pacífico. Finalmente, la discusión se resolvió entre Japón y sus fuerzas de oposición de las Naciones Unidas, lideradas por grandes naciones clave de Occidente como Estados Unidos, en el Acuerdo de Copenhague. El Acuerdo de Copenhague en sí mismo alberga una gran controversia, encabezada por las promesas de los países desarrollados y en desarrollo de mitigar la promoción de acciones contra el cambio climático. Un hecho anterior refleja el mismo concepto, cuando Indonesia experimentó una sequía generalizada entre los años 1993 y 1997. Durante este período, el arroz, el cultivo básico y fuente de alimentos de Indonesia, experimentó un gran detrimento en su producción, lo que provocó disturbios como resultado de un aumento espectacular del precio del arroz e inestabilidad política.
China jugó un papel clave durante este período, ya que el país hizo acuerdos sobre los subsidios al arroz, ya que China experimentó una abundancia de rendimiento de arroz durante el mismo período. Esto aumentó la deuda de Indonesia con China, cancelando cualquier progreso realizado por las dos naciones durante la conferencia de 1990 sobre la liquidación de la obligación de deuda de Indonesia con China. China, un país en busca de desarrollo Esta segunda economía más grande del mundo ha crecido un 10% anual durante una década, lo que permitió que las personas ya no vivieran en la pobreza, se debe al sentimiento general de China en el pasado de centrarse en el desarrollo ahora y luego en el cuidado del medio ambiente. Las políticas proambientales critican el desarrollo económico de China por causar "contaminación del aire, el agua y el suelo". La industria china utiliza los métodos de producción y mano de obra más baratos para hacer avanzar su economía, lo que a su vez tiene un impacto en el medio ambiente y la política ambiental puede imponer restricciones al avance de la economía y la industria de China.
 El Acuerdo de París fue un acuerdo legal internacional implementado en diciembre de 2015, para que los estados tomen acciones colectivas contra el cambio climático trabajando para disminuir la temperatura promedio del mundo y hacer que el financiamiento de los países sea consistente con ese objetivo.  Estados Unidos, bajo la administración de Obama, acordó el Acuerdo de París. Cuando Donald Trump fue elegido presidente de Estados Unidos, se retiró del acuerdo debido a su mayor preocupación por las restricciones a la industria de la construcción en Estados Unidos a pesar de las presiones de aliados y grupos de presión.

## Anti-ambientalismo en elsigloXXI

### Canadá
En 2014, Environment Canada publicó su informe anual de tendencias de emisiones, que mostraba que Canadá no iba a cumplir los objetivos de reducción de emisiones como se prometió en 2009. De hecho, Canadá está en camino de aumentar sus emisiones hasta 2020. El gobierno de Harper, aunque originalmente se comprometió a reducir las emisiones, también desaprobó la limitación de las emisiones de petróleo y gas a medida que el precio del petróleo subía.
Esto fue consistente con la decisión adoptada por Harper en 2011 de retirar a Canadá del Protocolo de Kioto, formalizada un año después. La principal razón dada por Harper fue que Canadá no estaba teniendo éxito en el cumplimiento de los objetivos del protocolo. En los años siguientes, la administración de Harper dificultó que los grupos ambientalistas operaran en Canadá. Las organizaciones benéficas ambientales experimentaron auditorías frecuentes por parte del gobierno federal, lo que resultó en una menor productividad y el riesgo de perder su condición de organización benéfica.  Además; se eliminaron las instituciones científicas o se enfrentaron a obstáculos como la reducción de la financiación gubernamental y se establecieron normas que dificultaron cada vez más a los científicos gubernamentales discutir su trabajo con los medios de comunicación.  Los puestos científicos, incluido el Asesor científico nacional, que es la persona de contacto entre la comunidad científica y el gobierno, se eliminaron gradualmente en 2008.  Harper también derogó una importante política medioambiental que había estado en vigor anteriormente; la  Ley Canadiense de Evaluación Ambiental. Posteriormente, se creó una nueva versión de la ley, que según los críticos permite al gobierno seleccionar qué proyectos se evalúan por su impacto ecológico y cuáles no. En 2015, con la elección de Justin Trudeau, el medio ambiente se convirtió en una de las principales preocupaciones de Canadá, y Trudeau finalmente firmó el Acuerdo de París en 2016.

### Estados Unidos
El expresidente Barack Obama prometió hacer que Estados Unidos sea más consciente del medio ambiente e implementó el Plan de energía limpia, invirtió significativamente en energía limpia y mejoró los estándares para el ahorro de combustible de nuestros vehículos; esto redujo la contaminación y también fue económico.  Obama también hizo un acuerdo conjunto con China para reducir las emisiones de ambos países y reducir las emisiones en Estados Unidos en un 27% para 2025.  El estado actual de los asuntos ambientales en los Estados Unidos ha cambiado drásticamente una vez más con la nueva administración de Donald Trump. Trump ha sido abierto sobre sus planes de alterar o retirarse por completo de muchos acuerdos ambientales y de cambio climático en los que Estados Unidos está involucrado actualmente, como el Acuerdo de París. Como este acuerdo es voluntario, Estados Unidos no enfrentaría ninguna sanción si se negaba a participar. Sin embargo, como Estados Unidos es el segundo mayor emisor de carbono después de China, su falta de participación en el acuerdo tendría un gran impacto en los esfuerzos globales para reducir las emisiones de carbono. Mientras que en 1999, el presidente Bill Clinton anunció que la Agencia de Protección Ambiental (EPA) impondría los estándares más estrictos hasta la fecha, la administración de Trump ordenó recientemente a la Agencia de Protección Ambiental que elimine la página de cambio climático de su sitio web.  Los empleados de la EPA han declarado que si se quita la página, desaparecerán años de investigación sobre el calentamiento global, así como datos detallados sobre emisiones y enlaces a investigaciones científicas sobre el calentamiento global. El 1 de junio de 2017, Trump anunció que Estados Unidos  cesaría toda participación en el Acuerdo de París sobre mitigación del cambio climático. Trump declaró que "el acuerdo de París socavará la economía (de Estados Unidos)" y "pone (a Estados Unidos) en una desventaja permanente".

### México
En México, la economía y la población están ejerciendo presión sobre el medio ambiente, lo que ha provocado un aumento de la contaminación y el agotamiento de los recursos naturales. México ha implementado un marco ambiental, legal e institucional para minimizar su impacto negativo sobre el medio ambiente, y ahora es un lugar común que el desarrollo sostenible se incorpore en la formulación de políticas. Esto ha resultado en mejoras en la calidad del aire en áreas urbanas, donde anteriormente muchas más personas veían los impactos negativos de la contaminación en su salud. Además, la gestión del agua se ha vuelto más descentralizada, lo que ha ayudado a los municipios a desarrollar su propia infraestructura de agua y aguas residuales. Esto también ha resultado en agua potable más segura para los residentes de México.
Sin embargo, existen desafíos que persisten para México en su intento de volverse más sustentable. Uno de estos desafíos es que la formulación de políticas debe ir acompañada de la creación de capacidad dentro de las comunidades para poder poner las políticas en práctica. La deforestación también sigue siendo desenfrenada en México, con una de las tasas más altas del mundo. La OCDE recomienda fortalecer la implementación de la legislación relativa a la conservación de la naturaleza y reducir la contaminación mediante inspecciones. La OCDE también recomienda aumentar los fondos que México recibe de fuentes privadas, públicas e internacionales para que la infraestructura, principalmente en lo que respecta a las aguas residuales, se pueda implementar de manera más efectiva.  La inversión en infraestructura de agua representa aproximadamente el 50% de lo que México requiere, ya que solo se trata una cuarta parte de las aguas residuales urbanas.
Un desarrollo colaborativo reciente entre los tres países de América del Norte es el de la Alianza para el Clima, la Energía y el Medio Ambiente de América del Norte.  La asociación fue anunciada por Justin Trudeau, el presidente Barack Obama y el presidente Enrique Peña Nieto el 29 de junio de 2016, en la Cumbre de Líderes de América del Norte en Ottawa, Canadá. Los pilares centrales de esta asociación incluyen; promover la energía limpia y segura; reducir los contaminantes climáticos; promover un transporte limpio y eficiente; proteger la naturaleza y promover la ciencia y mostrar liderazgo mundial para abordar el cambio climático.

### China
Maoming China ha sido una ciudad de disputas ambientales locales, en torno a la industria patrocinada por el gobierno municipal  Para-Xileno (PX), que es un producto químico utilizado en la fabricación de plásticos, como los de botellas de agua y poliésteres. La industria ha sido promovida en Maoming por sus beneficios económicos debido a los puestos de trabajo proporcionados por las fábricas. A pesar de los beneficios económicos de la industria, los ciudadanos comenzaron a protestar en 2014, ya que había una creciente preocupación por los riesgos ambientales y de salud del químico para los ciudadanos de la ciudad. Para contrarrestar el movimiento social ambientalista, el gobierno actuó mediante la creación de un acuerdo que todos los civiles deben firmar en el que se indica que no participarán en protestas ni hablarán negativamente de la industria, que los estudiantes de secundaria debieron firmar para graduarse, además de implementar una campaña de educación proporcionando conferencias a los ciudadanos sobre el proyecto PX.

### Polonia
En Polonia, desde la Segunda Guerra Mundial se han practicado varios métodos de control de mosquitos mediante el uso de productos químicos. El motivo originalmente era ayudar en la eliminación de posibles portadores de enfermedades como la malaria, la tularemia y la encefalitis, que estaban creando brotes epidémicos. Hoy en día, se utiliza el mismo método de eliminación para reducir la población de mosquitos en las principales zonas turísticas de Polonia. Los biocidas se utilizan y regulan comúnmente a través del personal municipal y los funcionarios de los ayuntamientos. Además, los ingredientes activos de varios productos, como Cybermethrin, Ecofenprox, Deltamethrin y Bendiocarb, el tipo de uso varía según el lugar de aplicación. Las etiquetas de advertencia típicas advierten sobre los impactos negativos de estos productos en el agua natural y las abejas están acompañadas de otra etiqueta de advertencia que dice "peligroso para el medio ambiente". Las expectativas actuales hacia las empresas de control de plagas en Polonia son que existe la necesidad de una consideración ambiental a través de estudios científicos. Estas expectativas no incluyen áreas que tienen un permiso de la ciudad para usar productos que contienen biocidas.

### Brasil
El aumento de  deforestación en la selva amazónica ha provocado incendios en áreas donde la deforestación ha aumentado. Investigaciones demostraron que los incendios eran producto del ciclo natural de quemas de los bosques y que debido a la capacidad de rápida de los bosques amazónicos de regenerarse gran parte de los incendios reportados son todos en el mismo lugar de forma cíclica.

## Ver además
- Negación del cambio climático
- Ecologismo
- Movimiento de uso racional